# Charles Bouissoud
Charles Bouissoud , né le 30 juillet 1880 à Charolles (Saône-et-Loire) où il est mort le 16 décembre 1942, est un avocat et homme politique français.

## Biographie
Membre de l'Alliance démocratique, il est élu maire et conseiller général de Charolles, puis député de Saône-et-Loire lors du scrutin général de 1928. Siégeant au groupe des Républicains de gauche, il est réélu en 1932 puis en 1936. Il rejoint alors le groupe de l'Alliance des républicains de gauche et des radicaux indépendants.
Il vote, le 10 juillet, en faveur de la remise des pleins pouvoirs au maréchal Pétain. Sous l'occupation, il est nommé membre du Conseil départemental de Saône-et-Loire, puis membre du Conseil national de Vichy.

## Sources
- « Charles Bouissoud », dans le Dictionnaire des parlementaires français (1889-1940), sous la direction de Jean Jolly, PUF, 1960 [détail de l’édition]